# Grahamisia malabarensis
Grahamisia malabarensis är en stekelart som beskrevs av T.C. Narendran och Mini 2000. Grahamisia malabarensis ingår i släktet Grahamisia och familjen puppglanssteklar. Inga underarter finns listade i Catalogue of Life.